# دباء بيريشي
دباء بَيريشي (الاسم العلمي:Lagenaria beyrichii) هو نوع من النباتات يتبع جنس الدباء من الفصيلة القرعية.